# Hakapik

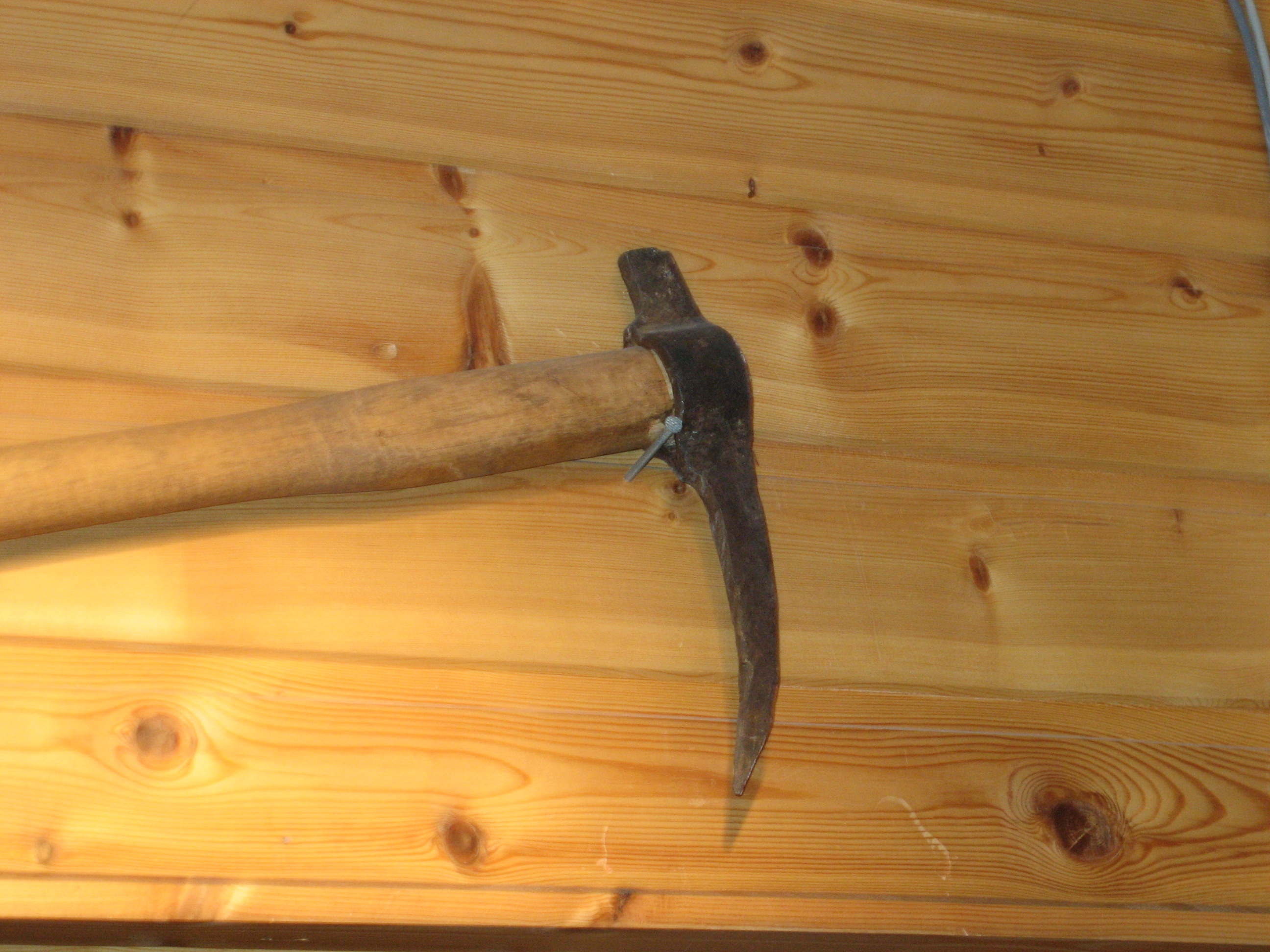
Um hakapik em loja de armas norueguesa

O hakapik é uma ferramenta criada na Noruega, usada para caçar focas. É dotado de um martelo, utilizado para esmagar o crânio e ossos, e uma foice, para retirar a pele das focas.
No geral o peso da ponta é 340 gramas, a lâmina da foice mede cerca de 15cm, e o cabo mede entre um metro e um metro e meio de comprimento, sendo que o diâmetro do cabo varia de 3-5cm.
O hakapik é comumente associado a uma forma humanitária de caçar focas, permitindo uma morte considerada indolor e rápida, além da foice ser utilizada para a coleta do couro de forma que tenha o mínimo de dano no couro e a carne. No Canadá, a caça é fortemente regularizada, o caçador necessita realizar um treinamento anterior ao utilização do hakapik, onde aprenderá como acertar a foca, conferir a morte da mesma e como retirar o sangue, assim impedindo que a foca seja esfolada ainda viva.
A utilização do hakapik não é permitida em focas com mais de um ano, sendo majoritariamente utilizada para a caça de focas com menos de um ano de idade. A demanda do mercado é consideravel devido ao valor de seu couro, mesmo que seja incentivado o uso completo do animal após a caça.
A caça de filhotes, é proibida no Canadá devido a incapacidade de defesa, sendo utilizado como marcador de independência de troca da pelagem, que sai de uma totalidade azul para cinza durante a transição para a fase adulta, sendo um dos principais traços da foca-de-crista.
O hakapik não é utilizado pelos esquimós na caça de focas. Estes preferem arpões ou rifles.